# Raimund Hörmann
Raimund Hörmann (n. 27 mai 1957, Ulm, Germania) este un canotor ce a reprezentat Germania, medaliat olimpic. A participat la o ediție a Jocurilor Olimpice (1984) în care a câștigat o medalie de aur.

## Participări
Lista de mai jos prezintă principalele competiții la care a participat Raimund Hörmann de-a lungul carierei.
- rowing at the 1984 Summer Olympics – men's quadruple sculls[*][4]